# Karl Luick

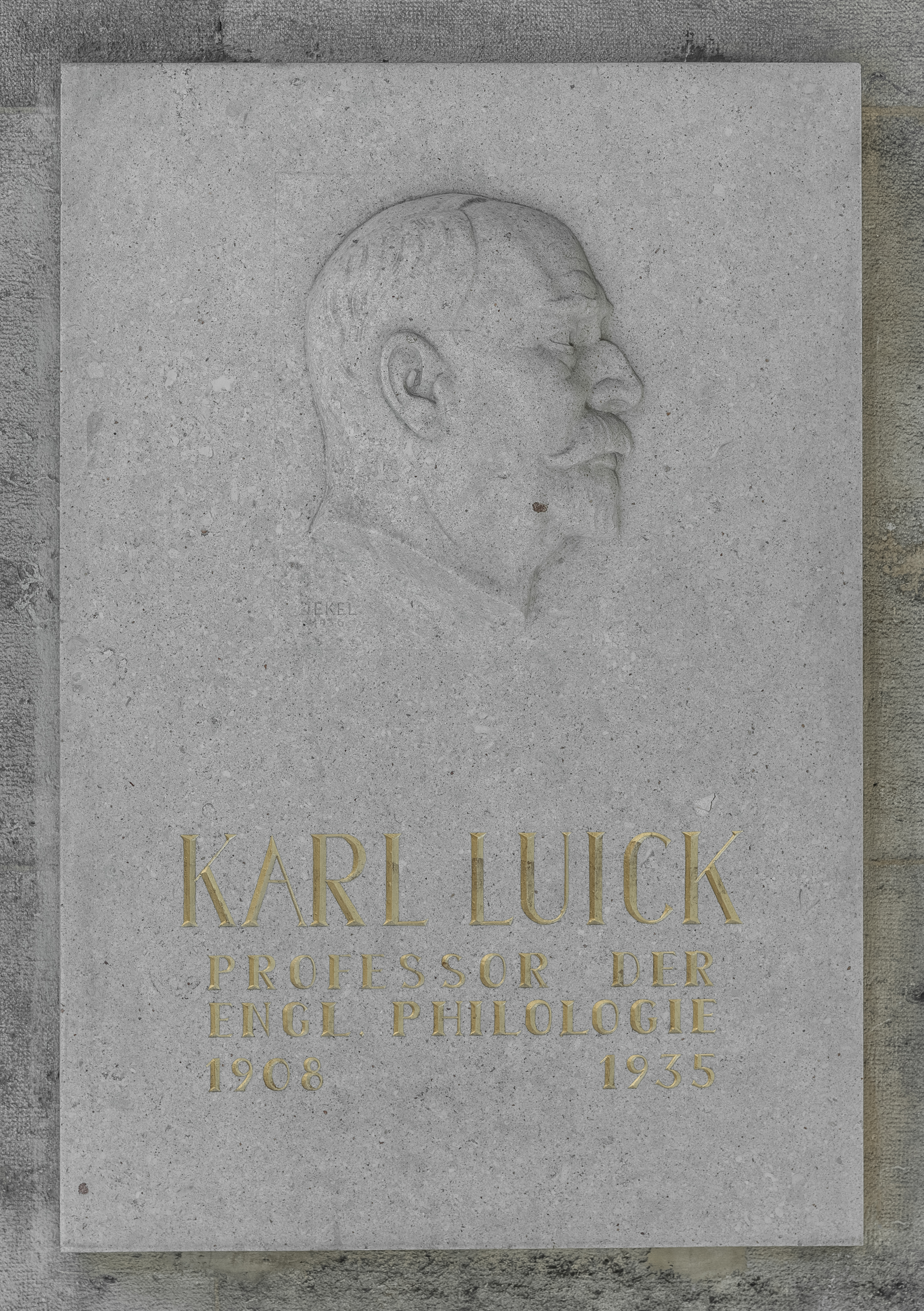
Relief für Karl Luick an der Universität Wien

Karl Luick (* 27. Jänner 1865 in Floridsdorf, heute Teil von Wien; † 20. September 1935 in Wien) war ein österreichischer Anglist.

## Leben
Karl Luick studierte Englisch unter anderem bei Jakob Schipper, Deutsch bei Richard Heinzel und Französisch bei Adolf Mussafia an der Universität Wien, wo er 1889 sub auspiciis Imperatoris promovierte und 1891 für englische Philologie habilitiert wurde.
In den Jahren 1890/1891 unternahm Karl Luick eine Studienreise durch England und Frankreich, anschließend war er Privatlehrer.
Im Jahre 1898 erhielt Luick eine ordentliche Professur an der Universität Graz, 1908 an der Universität Wien. 1915 wurde er wirkliches Mitglied der Wiener Akademie der Wissenschaften. Karl Luick erhielt am 3. Juli 1925 eine Berufung auf einen neu geschaffenen zweiten Lehrstuhl für Anglistik an der Berliner Friedrich-Wilhelms-Universität. 1926 war er Rektor der Universität Wien. Luick war außerdem Mitglied der Berliner Akademie der Wissenschaften.
Seit 2022/23 stuft die Uni Wien Luicks Erbe als „diskussionswürdig“ ein, da er ein „Naheverhältnis“ zu den Nationalsozialisten hatte, jedoch, im Gegensatz zu den meisten anderen, oftmals viel jüngeren, Professoren in Wien (z.B Viktor Christian) kein illegales NSDAP-Mitglied war. Doch war er Mitglied des antisemitischen „Deutschen Clubs“.

## Werk
Luick schuf bahnbrechende Arbeiten auf dem Gebiet der englischen Sprachgeschichte, vor allem in seiner Historischen Grammatik der englischen Sprache, die, obwohl auf Deutsch verfasst, auch von englischsprachigen Forschern rezipiert wurde. So führte er mehrere Fachtermini ein, die  ins Englische übersetzt wurden und sich etablieren konnten, z. B. Open Syllable Lengthening und The Great Vowel Shift (wobei dieser Begriff auch Otto Jespersen zugeschrieben wird).
Luick leistete auch Grundlegendes zur Orthoepie des österreichischen Deutsch (österreichische Standardhochlautung), die sich in einigen Bereichen von der Norm in Deutschland unterscheidet, z. B. bei der Endsilbe -ig (König, wenig), die in österreichischen Hochdeutsch seit Luick als Verschlusslaut (und nicht als Reibelaut) kodifiziert ist. Nachdem er bereits 1898 an der Erarbeitung des Aussprachewörterbuchs von Theodor Siebs beteiligt war, schuf er mit seinem Werk Deutsche Lautlehre – mit besonderer Berücksichtigung der Sprechweise Wiens und der österreichischen Alpenländer (1. Auflage 1904, 3. Auflage 1932, nachgedruckt 1996) ein klassisches Standardwerk zur Aussprache des österreichischen Deutsch.

## Ehrungen
- 1935: Komturkreuz des österreichischen Verdienstordens[8]
- 1953: Straßenbenennung in Wien-Donaustadt als Luickgasse

## Publikationen
- Historische Grammatik der englischen Sprache, 2 Bände